# Rogeria belti
Rogeria belti é uma espécie de formiga do gênero Rogeria, pertencente à subfamília Myrmicinae.